# Амеша Спента
Амеша Спента (буквально — безсмертні святі) — в іранській міфології шість духів супутніх Агура Мазді і створених ним. Хоча в Гатах Амеша Спента наділені індивідуальністю однак їх можна розглядати і як окремі аспекти самого Агура Мазди. Останнє підтримує сама абстрактність їх імен, що описують святість, істину, благочестя тощо. До числа Амеша Спента входять Аша Вахіта (Найкраща Праведність), Воху Мана (Блага Думка), Хшатра Вайр'я або Шахревар (Бажана Влада), Спента Армаїті (Святе Благочестя), Хаурватат (Цілісність), Аміртат (Безсмертя). Аша Вахішта — дух істини, правди та вселенського порядку. Воху Мана — дух божественної мудрості та любові. Хшатра Вайрья — божественна сила та влада. Спента Армаїті — дух релігійності, що допомагає віруючим. Хаурватат і Аміртат уособлюють здоров'я та безсмертя, що обіцяні праведникам. Аша Вахіта та Воху Мана шануються найбільше і разом з самим Агурою Маздою складають трійцю, що стоїть на чолі зороастрійського пантеону. Незважаючи на абстрактність, образи Амеша Спента не були нововведенням, а лише розвитком ідей притаманних давній іранській міфології, їх аналоги можна віднайти у Ведах.
Амеша Спента нерідко виступають як покровителі. Воху Мана покровитель тварин і перш за все худоби. Аша Вахішта покровитель вогню, Хшатра Вайрья — металів, Спента Армаїті — землі, Хаурватат — води, Амертат — рослин.
За переказами Амеша Спента не раз являлися Заратуштрі аби передати йому откровення.